# にわとりのおばさん
『にわとりのおばさん』（Fine Feathered Friend、1942年10月10日）は「トムとジェリー」の作品の一つ。TBS版や一部DVDでは『にわとり婆さん』と題されている。日本においてはパブリックドメインである。

## スタッフ
- 監督 - ウィリアム・ハンナ、ジョセフ・バーベラ
- 製作総括 - フレッド・クインビー（初公開版ではクレジット無し）
- 作画 - ケネス・ミューズ、ピーター・バーネス、ジョージ・ゴードン、ジャック・ザンダー、ビル・リトルジョン（初公開版のみクレジット）
- 音楽 - スコット・ブラッドリー

## 作品内容
家畜小屋の中で追いかけっこをするトムとジェリー。追われるジェリーは、とっさに卵を温める雌鶏の腹の下に隠れる。すかさずトムは雌鶏の腹の下を探ろうとするが、そのたびに猛烈につつき回される。
その後もにわとりのおばさんに匿われるジェリーをなんとか捕えようとあらゆる手段を試みるトムだが、気性の荒いにわとりを味方に付けられてはとても太刀打ちできない。
そんなドタバタ劇が続く中、ようやく卵からヒヨコが生まれた。そこでジェリーもヒヨコに変装して、トムから守ってもらうことに。それを見たトムは再びジェリーを捕まえようとするが間違えて本物のヒヨコを捕まえてしまい、またしても怒ったにわとりにバケツで殴られる。
一方、ヒヨコに変装したジェリーは誤ってアヒルの親子について行ってしまったため、水に浸かったせいで変装が取れてしまい、再びトムに追われてしまう。トムはハサミを持ちながら、ジェリーを追い回す。ところが、誤ってにわとりの尾羽をすべて丸刈りにしてしまった。ついに本気で怒ったにわとりは仕返しにトムの尻尾の毛を丸刈りにしてしまう。
その日の夜、尻尾を丸刈りにされたトムは外でジェリーが鶏小屋から出てくるチャンスを伺っていた。小屋の中では尾羽が生えるまでハタキを尾羽替わりにしていたにわとりと、ヒヨコと一緒に気持ちよさそうに寝ているジェリーの姿があった。

## 登場キャラクター
トム
卵やヒヨコたちに紛れ込んで隠れたジェリーを捕まえようと様々な作戦を練るが、にわとりのおばさんにどつき倒されてしまう。やがてジェリーを追いかけるうちににわとりの尾羽をハサミで丸刈りにしてしまい、仕返しを受ける。
ジェリー
トムを追う手から逃れるべく家畜小屋のにわとりに匿ってもらい、卵やヒヨコたちに紛れ込む。
にわとりのおばさん
卵を連日温め続けようやく生まれた我が子（ヒヨコたち）の世話をすると共に、その邪魔をして自分の縄張りを荒らし、卵やヒヨコを奪おうとするトムを撃退。だが自身は尾羽をトムに丸刈りされてしまい、その仕返しとしてトムの尻尾をハサミで丸刈りにする。
ヒヨコたち
トムに（ジェリーと間違えて）奪われそうになりながらも母親が死守して温め続けた卵から無事に生まれ、そのうちの一羽がトムに捕まると即座に母の助けを呼んだ。
アヒルたち
同じく家畜小屋で飼われている親子。ヒヨコに扮したジェリーが間違えて彼らの列について行ってしまう。

## 日本でのテレビ放映
TBS系および他系列で1964年～1990年頃まで時折放映された。また、旧地上波版の題名は「にわとり婆さん」であった。